# Naryciinae
A Naryciinae a valódi lepkék (Glossata) alrendjébe tartozó zsákhordó lepkefélék családjának egyik alcsaládja.

## Rendszertani felosztása a magyarországi fajokkal
Az alcsaládot két nemzetségre osztjuk:

### Dahlicini (Enderlein, 1936) nemzetség
A nemzetség kilenc neme:
- Brevantennia (Sieder, 1953):
  - Herrmann zsákhordó lepkéje (Brevantennia herrmanni Weidlich, 1996)
- Dahlica (Enderlein, 1912):
  - szűznemző csövesmoly (Dahlica triquetrella Hb., 1813)
  - bükkös szűznemző moly (Dahlica lichenella L., 1761)
  - hegyi csövesmoly (Dahlica nickerlii Heinemann, 1870) – előkerült a Dunántúli-dombságról[1]
- Eosolenobia (Filipjov, 1924):
  - északi csövesmoly (Eosolenobia manni Zeller, 1852) – előkerült az ország több pontjáról (és Romániából is);[2]
- Eudahlica,
- Postsolenobia (Meier, 1858),
  - Postsolenobia banatica (Hering, 1922) – előkerült az ország különböző részeiről;[2]
- Praesolenobia (Sieder, 1954)
  - hordós csövesmoly (Praesolenobia clathrella, Solenobia clathrella Fischer von Röslerstamm, 1837) – előkerült az ország több pontjáról;[3]
- Sauterelia,
- Siederia (Meier, 1953),
  - fenyveslakó csövesmoly (Siederia listerella L., 1758) – előkerült a Mátrából;[2]
- Solenobia;

### Naryciini (Tutt, 1900) nemzetség
A nemzetség három neme:
- Diplodoma (Zeller, 1852)
  - tarka zsákhordó lepke (Diplodoma adspersella Heinemann, 1870)
  - fehérpettyes zsákhordó lepke (Diplodoma laichartingella Goeze, 1783)
- Narycia (Stephens, 1833)
  - fehér fejű zsákhordó lepke (Narycia astrella (Herrich-Schäffer, 1851)
  - fehérsávos zsákhordó lepke (Narycia duplicella Goeze, 1783) – előkerült a Dunántúli-dombságról[1]
- Trigonodoma